# اولاف بکاش
اولاف بکاش (انگلیسی: Olaf Backasch؛ زادهٔ ۴ اکتبر ۱۹۶۵) بازیکن فوتبال اهل آلمان است.
از باشگاه‌هایی که در آن بازی کرده‌است می‌توان به باشگاه فوتبال دینامو برلینر اشاره کرد.